# Mystic Defender
Mystic Defender (孔雀王２　幻影城, Kujakuō 2: Geneijō) est un jeu vidéo d'action et de plates-formes développé et édité par Sega, sorti en 1989  sur Mega Drive. C'est la suite de SpellCaster. Le jeu est basé sur le manga Kujaku-Ō.

## Scénario
La belle Alexandra est retenue prisonnière dans le château d'Azuchi. Le joueur incarne Yamato, guerrier détenteur de pouvoirs magiques, et va devoir combattre Zareth le bourreau d'Alexandra. Ce jeu est la suite de SpellCaster sorti sur Sega Master System.

## Système de jeu
Le seul moyen de défense du joueur est d'utiliser des sortilèges magiques qu'il acquiert au fil de sa progression au long du jeu.
Le joueur commence avec une seule boule d'énergie qui peut être chargée pour délivrer un tir puissant. Il peut également une flamme magique qui peut être pointée devant le joueur ou en diagonale. Il peut également lancer des sphères qui iront ricocher partout sur l'écran.
À côté de ces pouvoirs, le joueur peut également utiliser une magie qui fera apparaitre un dragon à trois têtes qui balayera tout sur l'écran.
Petite particularité, il n'est pas attribué de points dans ce jeu.

## Versions
Il y a 2 versions de Mystic Defender. Alors que les 2 se jouent de manière identique, elles diffèrent par la fin du jeu:
La première version (REV 00) fait apparaitre le dernier boss avec Alexandra au-dessus complètement nue.
La seconde version (REV 01) voit Alexandra porter une robe rose.